# Sidney Leslie Goodwin
Sidney Leslie Goodwin (9 de setembro de 1910 - 15 de abril de 1912) foi um menino inglês de 19 meses que morreu durante o naufrágio do RMS Titanic. Seu corpo foi localizado boiando no Oceano Atlântico, mas não havia sido identificado, por décadas foi grafado em sua lápide como "A Criança Desconhecida do Titanic". O corpo foi identificado como de Goodwin somente em 2007 pelo laboratório das Forças Armadas. É o único membro de sua família cujo corpo foi recuperado e identificado subsequentemente.

## Biografia
Sidney Leslie Goodwin nasceu em 9 de setembro de 1910 em Melksham, Inglaterra. Era o filho mais novo de Joseph Frederick Goodwin e Augusta (née Tyler). Tinha cinco irmãos mais velhos chamado Lillian Amy, Charles Edward, William Frederick, Jessie Allis, e Harold Victor.

## RMS TITANIC
O irmão de Frederick, Thomas, já havia deixado a Inglaterra e vivia em Nova Iorque. Thomas escreveu ao seu irmão, dizendo-lhe sobre a abertura de uma estação de energia. Frederick, um compositor, arrumou sua esposa e seus filhos, Lillian (16 anos); Charles (14), William (11); Jessie (10); Harold (9) e Sidney, de 19 meses, para se preparar para a mudança. Eles haviam reservado uma passagem para a terceira classe no SS New York de Southampton, mas devido à greve do carvão naquele ano a sua passagem foi adiada ea família foi transferida para o RMS Titanic .
A família embarcou no Titanic em Southampton como passageiros da terceira classe. No momento em que a família recebeu um aviso sobre a colisão iceberg, todos os botes salva-vidas já haviam sido lançados. A família inteira morreu no naufrágio.
Em seu livro, The Night Lives On, o historiador Walter Lord dedicou um capítulo ("O que aconteceu com a Goodwins?") para a família, usando o fato de que o Goodwins eram Inglês, contrariando assim a ideia da White Star Line de que os elevados números de passageiros da terceira classe mortos eram porque não falavam o Inglês .

## A criança desconhecida
Os marinheiros a bordo do CS Mackay-Bennett, bastante comovidos depois de encontrarem o corpo de uma criança sem identificação e parentes conhecidos, ergueram um pequeno monumento no Cemitério Fairview, em Halifax, local onde foram seputados a maioria dos corpos resgatados do Titanic. 
A criança foi sepultada em 4 maio de 1912, com um pingente de cobre colocado em seu caixão pelos marinheiros que se lia "Nosso querido." Na lápide, a inscrição: "Erected to the memory of an unknown child whose remains were recovered after the disaster to the Titanic - April 15 th. 1912", que pode ser traduzido como "erguido em memória da criança desconhecida cujos restos foram recuperados após o desastre do Titanic - 15 de abril de 1912".

## Identificação

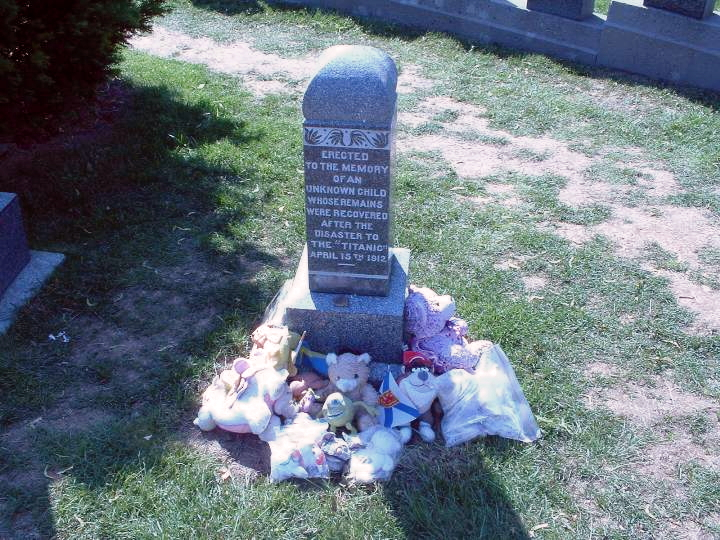
O túmulo da criança desconhecida, mais tarde identificada como Sidney Goodwin.

A série americana de televisão "Secrets of the Dead" havia inicialmente identificado o corpo como sendo de Eino Viljami  Panula, levando em conta a idade do bebê finlandês de 13 meses, com base nos testes de DNA de três dentes e um pequeno revestimento ósseo. No entanto, com testes de DNA em 2007, pesquisadores canadenses na Universidade Lakehead em Thunder Bay testaram na criança, um tipo de DNA mitocondrial molécular, e não coincidiu com a família Panula. O DNA extraído dos restos exumados e o DNA fornecido por um parente materno que sobreviveu ajudou a corresponder positivamente os restos mortais para Goodwin, e a re-identificação foi anunciada em 30 de julho de 2007.
Embora os corpos de outros dois filhos, ambos mais velhos, foram recuperados, foi Sidney Goodwin, que veio a ser um símbolo de todas as crianças perdidas no desastre. Ele está enterrado no cemitério de Fairview, Halifax, Nova Scotia. O par de seus sapatos foram doados para o Museu Marítimo do Atlântico de Halifax, em 2002.

## Ligações Externas
- Encyclopedia Titanica: Master Sidney Leslie Goodwin
- Titanic Passengers: The Goodwins
- Shoes of the Unknown Child
- The Grave Of The Unknown Child
- Researchers properly identify unknown child who died aboard Titanic
- Pay tribute to Sidney Leslie Goodwin and the other children who perished on the Titanic